# Рокитне (Яворівський район)
Роки́тне — село в Україні, в Яворівському районі Львівської області. Орган місцевого самоврядування — Івано-Франківська селищна рада.

## Розташування
Село розташоване в долині серед мальовничих пагорбів Розточчя, над річкою Млинівкою. Центр села у його південній частині.

## Назва
Топонімічне пояснення назви с. Рокитне можна розглядати двома способами. Перший. Згідно із довідником із дендрології — від однокореневої назви розповсюдженого вологолюбного дерева, яке в цій місцевості росте на зволожених місцях. Це рід ламкої верби, яка називається «рокита». Можливо, що від назви цієї верби пішла назва населеного пункту. Друге. «Рокитою» у міфології називають нечисте місце, що можна вважати місцем жертвоприношення в язичницькому храмі, яке в цьому випадку пов'язане з місцевим городищем.

## Історія
Історичні сліди, які вказують на час та причини виникнення с. Рокитно, сягають сивої давнини. Завдяки нашому славному археологу Ярославові Пастернаку, який досліджував існування Галицького князівства, у 1930-х роках, під час розкопок давньоруського міста в Придністров'ї — Галича, столиці Галицько-Волинського князівства — виявлено фундамент Успенського собору, який згадується в літописі і цим остаточно підтверджено розташування давньої столиці. У своїх працях Ярослав Пастернак серед інших перелічує городища на Львівщині, а саме в селах Брюховичі, Рокитно, Поляни, Крехів та Ременів, котрі відносить до ХІ-ХШ століття. Своїм існуванням створювали певний оборонний ланцюг в околицях Львова.
Городище в с. Рокитне розташоване на початку тераси пасма гір Львівсько-Томашівського Розточчя, висота якої дорівнює 351 м над рівнем Балтійського моря з максимально природним його захистом від можливого нападу ворогів. Наші пращури під час міграції слов'янських народів прийшли в ці краї і облюбували собі в непрохідних лісах терасу, яка з південного боку стрімко спадає донизу, до річки, а з інших боків захищалася непрохідними пралісами. Тож уважали вони, що це і є найкраще місце для розвитку і збереження свого племені. Вперше про городище в с. Рокитно згадував археолог Богдан Януш. У 1955 році розвідкові роботи на городищі проводив археолог Олексій Ратич, який виготовив топографічний план із зазначенням оборонних укріплень, зібрав керамічний матеріал і продатував пам'ятку ХІ-ХІІ століттям Іван Крип'якевич у своїй праці «Історія Галицько-Волинського князівства» в частині «Звенигородська земля» згадує, що князь Ростислав Михайлович під час втечі із Галича до городища в с. Глиньско (біля Жовкви) був перехоплений татарами в с. Бірки (мабуть, мав на увазі городище в с. Бірки). Розташування городища на високій терасі з захисними валами свідчить про те, що слов'янські племена захищали себе від набігів кочовиків монгольського походження. Будування укріплень було важке, вимагало спільної праці великої групи населення — громади. Потім таке городище ставало осередком усієї околиці. Основні заняття мешканців городища — полювання на дикого звіра та птахів, рибальство, збір плодів природи і меншою мірою рільництво. 1 лютого 1922 року розпорядженням польської Ради Міністрів село вилучене з Городецького повіту і включене до Львівського повіту. Поблизу Рокитного у 1933 році розкопано 6 курганів кам'яної доби (ІІІ тис. до н. е.).

Колишній орган місцевого самоуправління - Бірківська сільська рада.

### Церква Собору Пресвятої Богородиці
Дерев'яна церква "Втеча матері Божої до Єгипту" за деякими даними була збудована в 1678 році на дубових підвалинах, під гонтовим дахом. Церква була православною. У 1860 році церкву кардинально перебудували. Цю дату можна вважати датою побудови існуючої церкви.
Церква була побудована за сприяння дідича фільварку та місцевого землевласника Едварда Копецького, висвячена в 1869 році на честь Пресвятої Діви Марії та підпорядкована Янівському деканату греко-католицької Архиєпархії у Львові.
Пан Едвард залишався патроном церкви до 1939 року.
У 1870 році в церкві встановлений новий іконостас. У 1884 році проведений поточний ремонт. У 1889 році була забезпечена від всеможливих нещасть у страховому товаристві "Дністер" (про що свідчить відповідна таблиця при вході). Парохом церкви з 1904 по 1935 роки був о. Іван Адам. У 1919 році старанням отця Івана Адама під церкву підведено нові підвалини і вистелено нові підлоги. У цей самий час гонтове покриття дахів церкви та дзвіниці замінено бляшаним.
Отець Іван Адам багато працював не лише задля забезпечення церковної господарки, яка за його допомогою суттєво зміцніла і включала в себе орні землі, 3 морги лісу, сад, парафіяльний дім та інші господарські споруди, а й повністю присвятив себе душпастирській і громадській діяльності.
З 1940 по 1956 року, у важкий період Другої Світової війни та національно-визвольних змагань, священником в селі був о. Коржинський. В час проголошення державної незалежності України одним із перших виступив на сільському віче із підтримкою. Був цінний для сільської громади своєю доброю вдачею та суспільноактивною позицією, роботою з молодими людьми, які йшли в підпілля. Після арешту високого духовенства української греко-католицької церкви змушений був формально прийняти московське православ'я, хоча служби й надалі провадилися у греко-католицькій традиції. Тож ніхто з парафіян не осуждав його вчинку.
За часів Радянського Союзу усім священникам було не легко працювати на парафії через постійні перепони та переслідування з боку системи та місцевих комуністів. Хтось чинив опір, а хтось прагнув переведення на іншу парафію, що, в свою чергу, погано вплинуло на єдність та сприяло росповсюдженню безбожництва серед громади села.
Першим греко-католицьким священником за незалежної України став о. Юрій Чікель, який правив в Рокитному з 1990 до 1998 року.
Нетривалі терміни в церкві правили о. Михайло Колтунов, о. Чемеринський, о. Степан Жук, і в 2012 році о. Федір Романишин передав парохію о. Михайлові Німаку.
Під час зовнішнього ремонту 2008 року стіни над опасанням шальовані дерев’яною вагонкою, підвищили стіни восьмерика і верх нави, дахи перекрили бляхою.
На сьогодні громада села зуміла зберегти загальний вигляд церкви та докладає усіх зусиль задля відновлення її первісного оригінального вигляду. Так, у 2013 році була проведена реконструкція дзвіниці із протезуванням дубових підвалин та заміною покрівельної бляхи на дерев'яний гонт.
На південний-захід від церкви знаходиться дерев’яна двоярусна дзвіниця.

Біля церкви є могили священиків: о. Йоан Адам (1880-1936), о. Володимир Білинський (1887-1939), о. Богдан Тузяк (1939-1999).

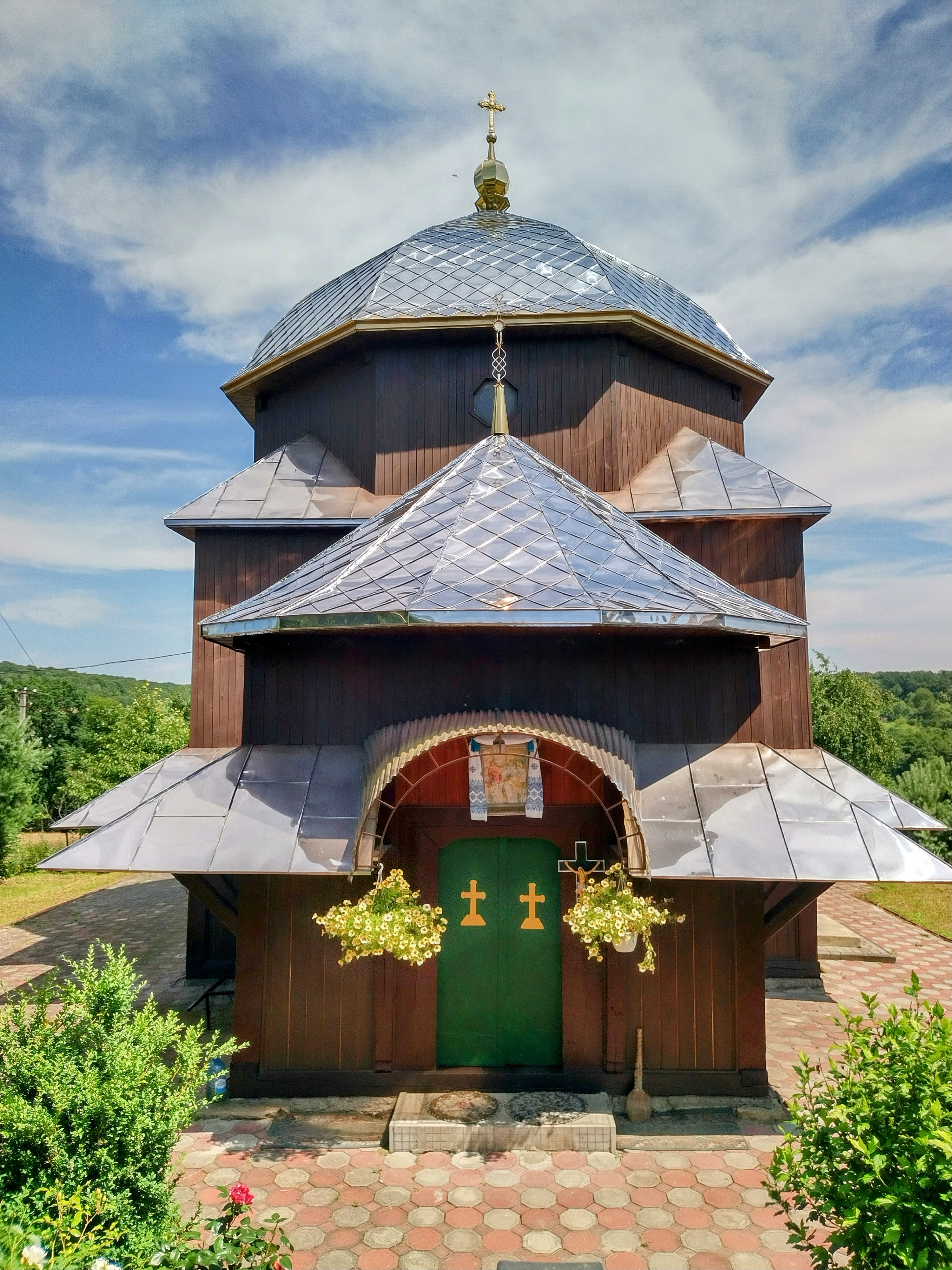
Головний фасад
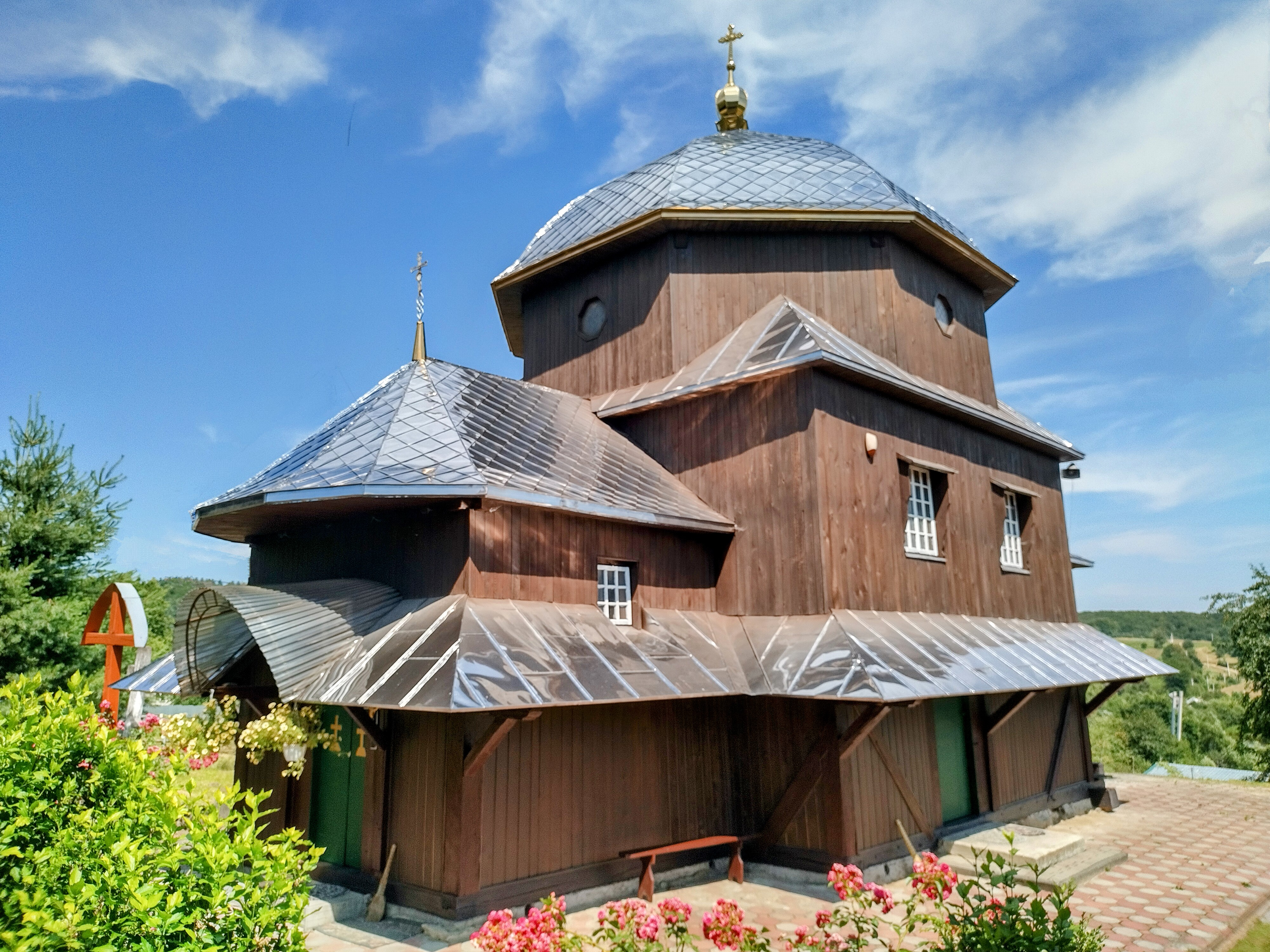
Кутовий вигляд

## Сучасність
Символічний курган-могила, в який вмурована пам'ятна таблиця, яка сповіщає про те, що на цьому місці в 1941 році громадою була висипана ця могила на честь проголошення відновлення Незалежності України (30 червня 1941 року). 
Недалеко від села, на хуторі Зельмана-Мариновича, 10 березня 1945 року у нерівному бою з підрозділом НКВС загинуло 13 повстанців. Братська могила загиблим воякам, розташована на сільському цвинтарі. Освячення могили відбулося 2007 року.
2014 року в селі встановлено капличку з фігурою Богородиці, на честь Небесної сотні. Скульптор Василь Ярич.

## Відомі люди

### Народилися
- Іван Мамчур (17 травня 1925, Рокитне — 17 жовтня 2019, Винники) — член ОУН (псевдо «Вільховий»), ветеран та Голова Галицького Братства вояків дивізії «Галичина», багатолітній в'язень ГУЛАГу, учасник Кенгірського повстання. Автор книг «Нас доля світами водила. Сторінки пережитого» та «Королівське село Рокитно: історико-етнографічний нарис».[8][9]

## Галерея

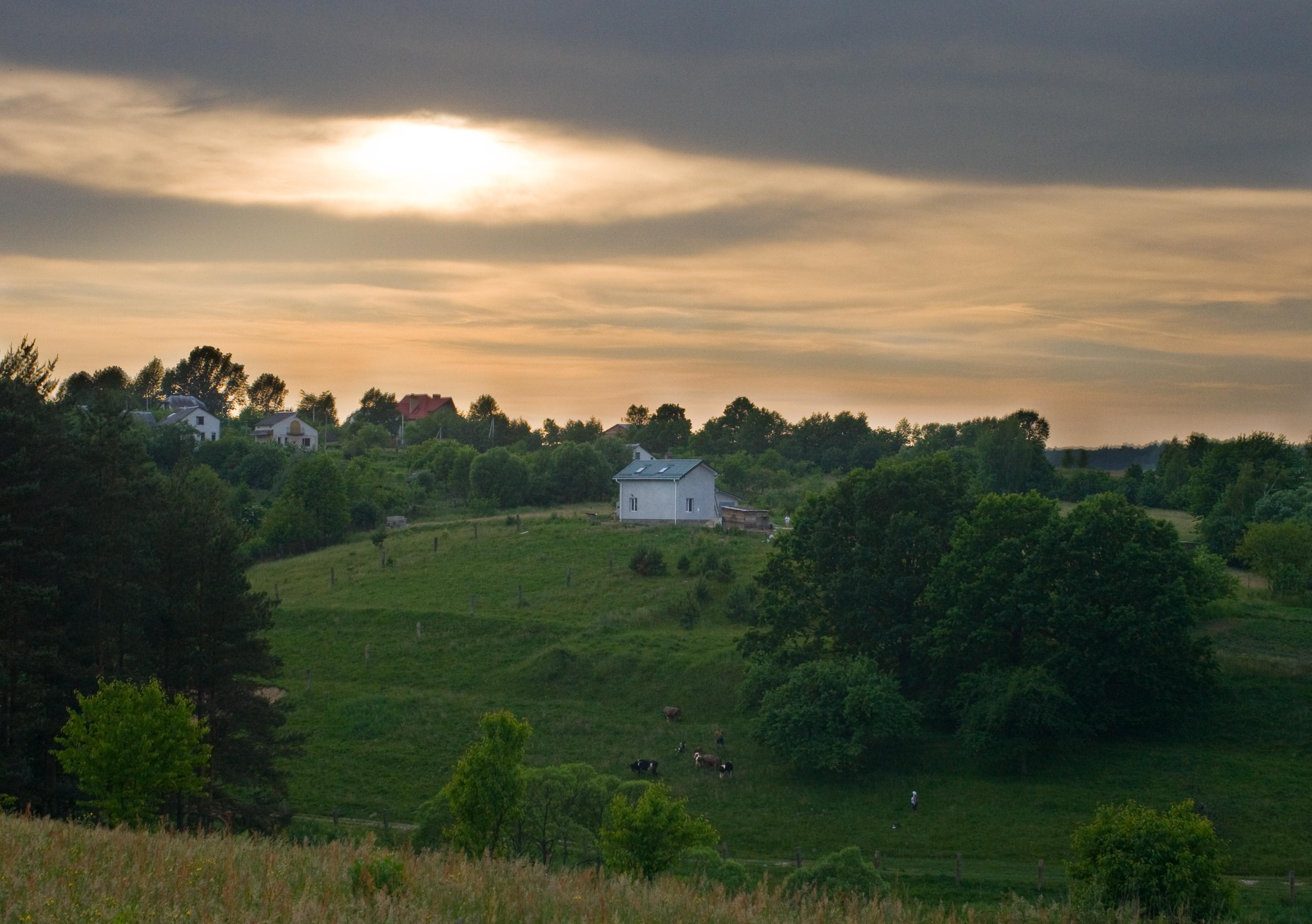
Південна околиця села
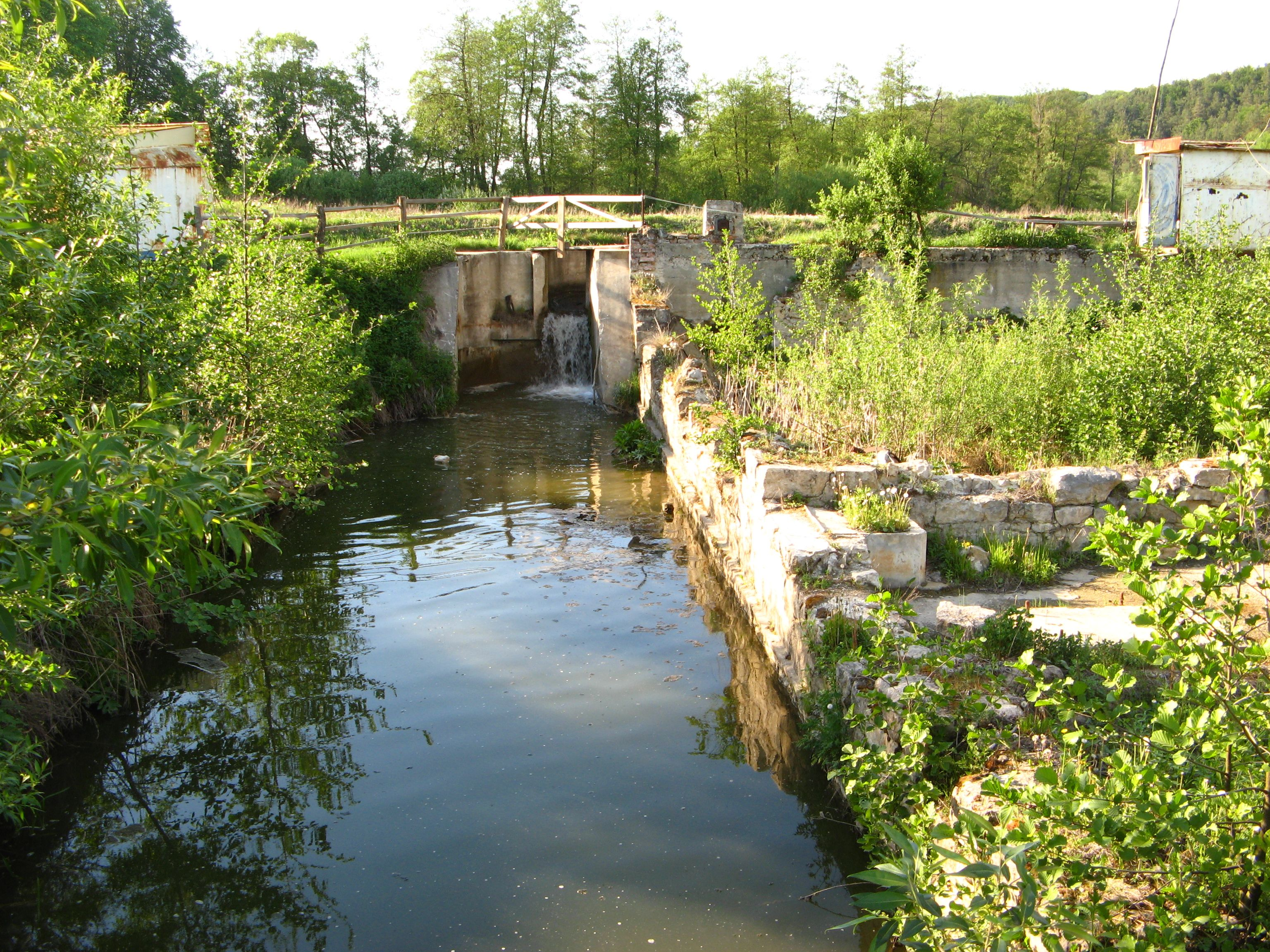
Залишки водяного млина на річці Млинівці
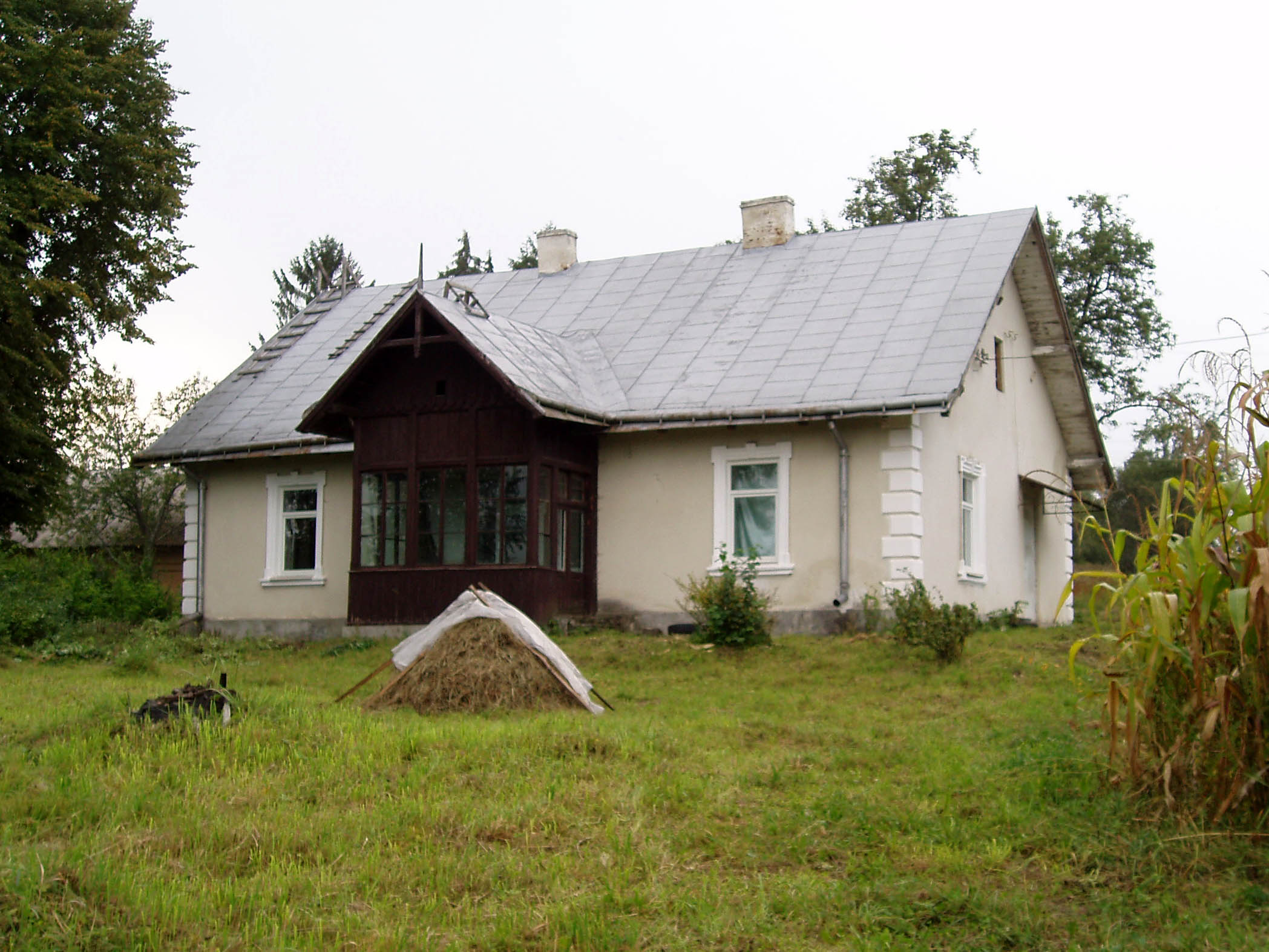
Старий будинок у селі
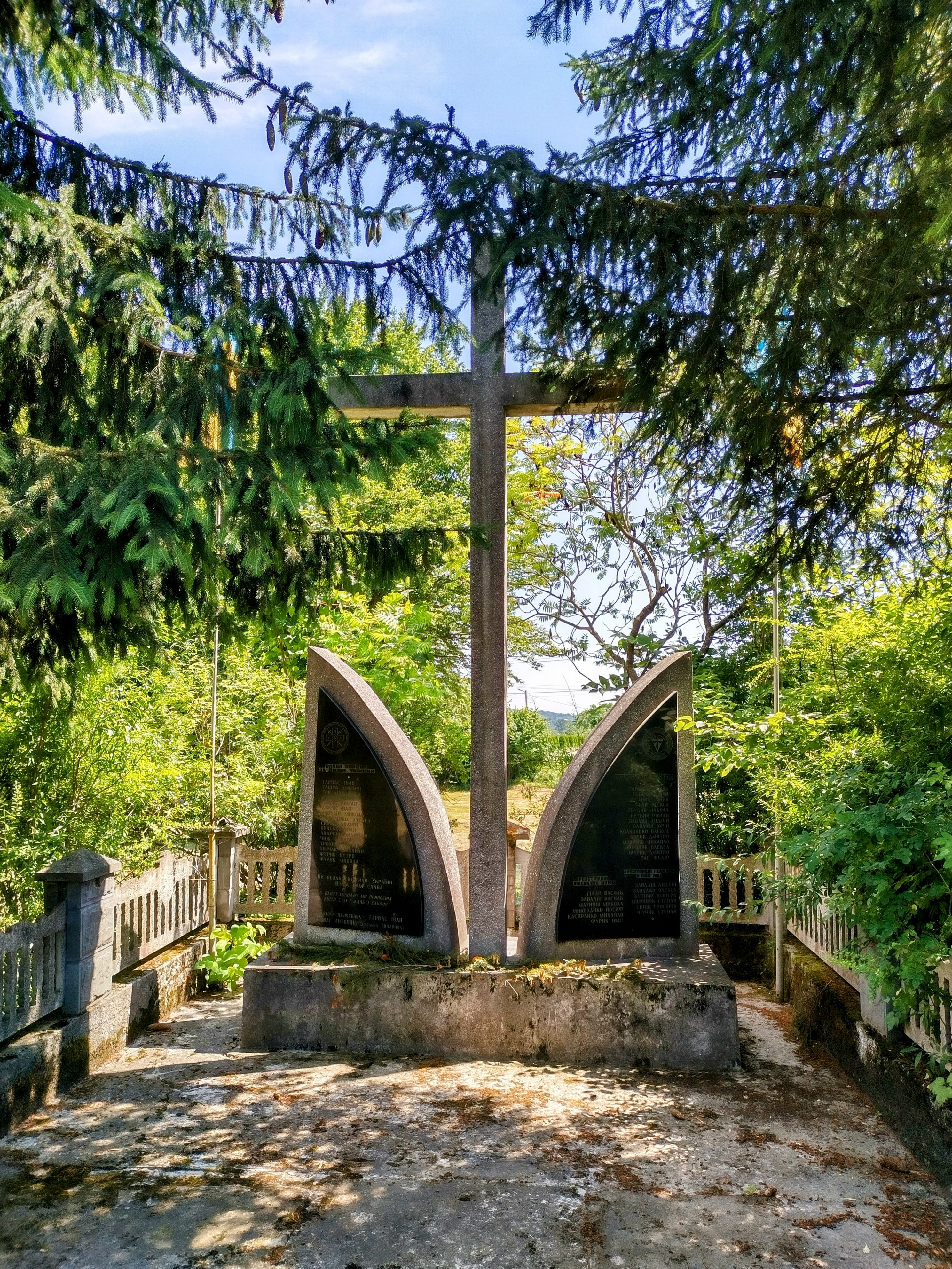
Меморіал "Борцям за волю України"
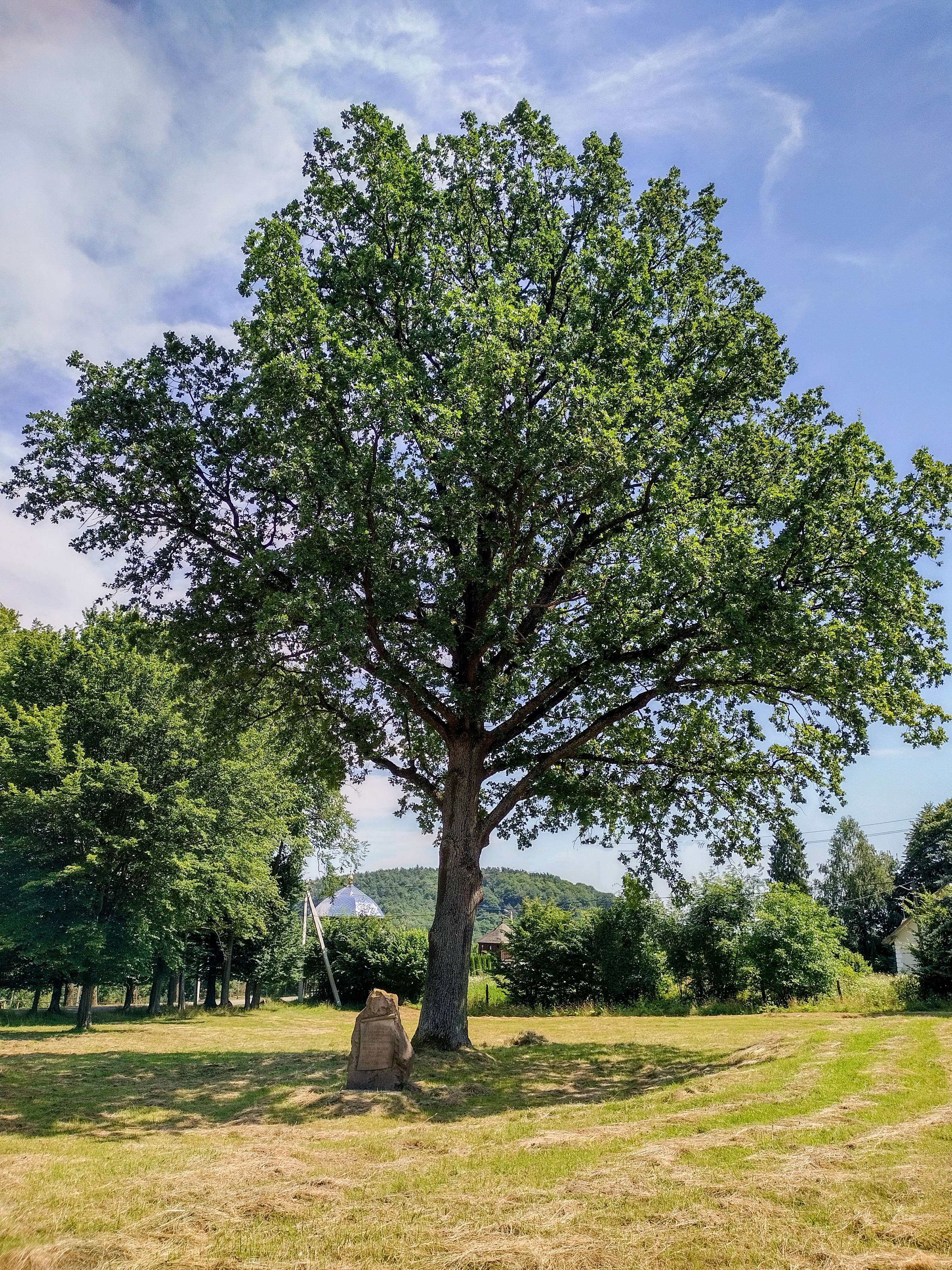
Історичний дуб
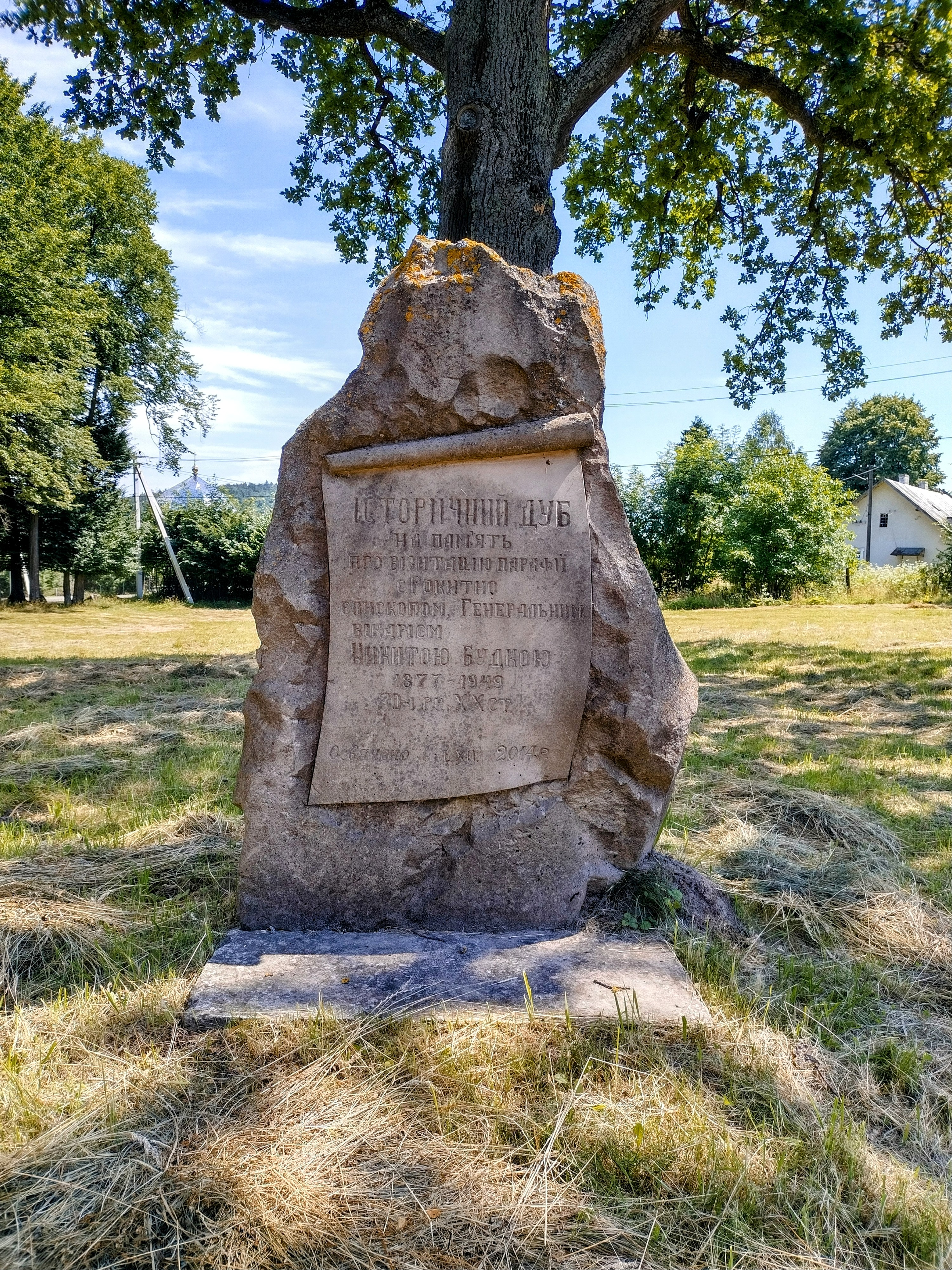
Пам'ятний знак